# 达维·罗德里格斯·德·赫苏斯
达维·罗德里格斯·德·赫苏斯（Davi Rodrigues de Jesus，1984年4月6日—），简称达维（Davi），是一名巴西职业足球运动员，司职中场。现在效力于中国足球甲级联赛球队上海申鑫。

## 俱乐部生涯
达维在保利斯塔开始职业足球生涯，之后曾先后效力于圣保罗、巴甘蒂诺、萨本托和新潟天鹅等球队。2009年，达维转投巴西足球甲级联赛球队阿瓦伊，期间曾被租借到巴拉纳和科里蒂巴。
2012年2月，中国足球超级联赛升班马广州富力正式宣布签入达维。
2015年1月8日，上海上港集团足球俱乐部通过官方微博宣布达维正式加盟。在达维之前，上港曾大手笔签下前富力主帅埃里克森，这意味着师徒二人将继续携手战中超。